# سالم خيري
سالم خيري (مواليد 22 يوليو 1999، لاعب كرة قدم إماراتي يجيد اللعب في حراسة المرمى مع نادي حتا الإماراتي.

## مسيرة اللاعب
مثل نادي الجزيرة في الفئات السنية و تدرج معهم حتى وصل للفريق الأول عام 2018 و أعير إلى نادي الظفرة مطلع عام 2022 و أعير إلى نادي حتا في صيف 2022 و وقع بعدها بشكل مجاني مع نادي حتا في صيف 2023.